# 塩川実喜夫
塩川 実喜夫（しおかわ みきお、1959年8月26日 - 2022年12月2日）は、日本の警察官僚、外交官。島根県警察本部長、兵庫県警察本部長などを歴任し、2017年から2018年まで駐チュニジア特命全権大使を務めた。

## 人物・経歴
福岡県出身。モデルの塩川美佳は妹で、その夫は元経済企画庁長官を務めた相澤英之の長男で一橋大学名誉教授の相澤英孝。1982年東京大学法学部卒業、警察庁入庁。在フィリピン日本国大使館一等書記官を経て、2002年神奈川県警察本部警備部長。2004年には警察庁警備局国際テロリズム対策課長としてアンマンでイラク日本人人質事件の現地対応を行った。2005年島根県警察本部長。2013年兵庫県警察本部長。2014年警察庁長官官房審議官。2015年内閣官房内閣衛星情報センター次長。2017年から駐チュニジア特命全権大使を務めた。2019年日本信号監査役、日本信号独立委員会委員、日信電設監査役、山形日信電子監査役。2022年12月2日、死去。叙従四位、瑞宝中綬章追贈。